# Arthur Rosson
Pour les articles homonymes, voir Rosson.
Arthur Rosson est un réalisateur, scénariste et acteur américain, né à Pau (Pyrénées-Atlantiques) le 24 août 1886 et mort à Los Angeles (Californie) le 17 juin 1960.

## Biographie
Né en France d'un père américain, Arthur Rosson commence sa carrière comme cascadeur, puis rejoint la Vitagraph en 1909. Il y travaille comme assistant-réalisateur de Cecil B. DeMille durant seize ans. En 1925, il réalise le mélodrame The Fighting Demon, avec Richard Talmadge et Lorraine Eason. Puis de 1929 à 1938, il dirige de nombreux westerns. Ensuite, il redevient directeur de seconde équipe de 1939 à 1956.
Il fut aussi scénariste de quelques films muets dirigés par Allan Dwan. Il écrivit un roman Hand 'Em Over, transposé à l'écran en 1930 sous le titre de Trailing Trouble (en).
Il est le frère du directeur de la photographie Harold Rosson, du cinéaste Richard Rosson et de l'actrice Helene Rosson (en).

## Filmographie partielle

### Comme réalisateur
- 1917 : American - That's All
- 1917 : Her Father's Keeper (en) coréalisé avec Richard Rosson
- 1917 : A Successful Failure
- 1917 : Cassidy
- 1918 : Headin' South coréalisé avec Allan Dwan
- 1919 : The Coming of the Law
- 1920 : A Splendid Hazard
- 1921 : L'Éveil de la bête (Prisoners of Love)
- 1921 : For Those We Love
- 1925 : L'Indomptable Diavolo (The Fighting Demon)
- 1926 : Stranded in Paris
- 1926 : You'd Be Surprised
- 1927 : Au service de la loi (en) (The Last Outlaw)
- 1929 : Le Chevalier de l'air (en) (The Winged Horseman) coréalisé avec B. Reeves Eason
- 1948 : La Rivière rouge (Red River) coréalisé avec Howard Hawks

### Comme scénariste
- 1913 : Bloodhounds of the North d'Allan Dwan
- 1914 : The Honor of the Mounted d'Allan Dwan
- 1914 : Discord and Harmony d'Allan Dwan

### Comme acteur
- 1912 : A Cure of Pokeritis de Laurence Trimble
- 1912 : The Great Diamond Robbery (it)
- 1913 : The Mystery of Yellow Aster Mine de Frank Borzage
- 1913 : The Gratitude of Wanda (en) de Wallace Reid
- 1913 : The Wall of Money de Allan Dwan
- 1913 : The Spirit of the Flag de Allan Dwan
- 1913 : Criminals de Allan Dwan
- 1914 : The Lie de Allan Dwan

### Comme assistant-réalisateur
- 1917 : Panthea d'Allan Dwan